# 馬傑尼卡 (印第安納州)
馬傑尼卡（英語：Majenica）是位於美國印地安納州亨廷頓縣的一個非建制地區。該地的面積和人口皆未知。